# 2700 (お笑いコンビ)
2700（にせんななひゃく）は、吉本興業（東京本社）所属のお笑いコンビ。キングオブコント2011準優勝。2017年8月から約1年間ほどザ ツネハッチャン名義で活動した（後述）。

## 概要
2008年2月結成。コンビ名の由来はアルバイト先で運ぶ鉄骨の長さ（2700mm）から。
2008年、『キングオブコント』で結成わずか8か月の無名ながら決勝進出。結果は最下位の8位で、彼らがとった「327/500点」は得点率65.4%で歴代最低記録である。現行の採点方法となった第2回以降の歴代最低得点はトップリードの得点率68.3%（683/1000点）で、これをも下回っている。
かつてはbaseよしもとにて出演していたが2008年12月に東京進出し、AGE AGE LIVEを中心に出演。
2009年の『オールザッツ漫才』のFoot cutのコーナーで準優勝し、翌年の2010年の同番組のコーナーで優勝。結成当初はそれまで2人共に本名で活動していたが、2010年の秋ごろから常道は「ツネ」に芸名を改めている。2011年、『THE MANZAI 2011』で認定漫才師に選ばれる。本戦サーキットに出場し結果は19位。ワイルドカード決定戦に出場。同年、『キングオブコント2011』において3年ぶりに決勝進出。「右肘左肘交互に見て」と「キリンスマッシュ」の2本を披露し、ファースト・ファイナル共に優勝のロバートに次ぐ2位で準優勝。
芸風は主に歌ネタで、特にリズム系のものが多い。コントや漫才でも八十島が歌いながらボケていく。
年齢と芸歴が逆転しているコンビ。そのため年上だが芸歴の短いツネは、年下でも芸歴の長い相方・八十島を「八十島さん」と呼んでいる。また芸歴が異なるグループは下の芸歴という慣わしがあるため、コンビとしてはツネの「大阪校27期」となる。
2017年8月14日より、コンビ名を『ザ ツネハッチャン』に改名した。『ピラミッドダービー』（TBSテレビ）の企画で、著名な占い師に「『2700』というコンビ名では売れるのが50年後」と言われたのを踏まえたもので、コンビ名の変更を機に常道はツネ（常道啓史）から「常道裕史」、八十島は芸名を本名（八十島弘行）から「八十島宏行」に改めている。ザ ツネハッチャン時代は各種メディアでは「元2700」「元・2700」などという表記が多かった。
2018年8月5日、コンビ名を『2700』に再改名し2人の芸名も元に戻すことを発表した。 
2019年6月24日、2014年に反社会的勢力主催の会合にコンビともども参加していたことを受け、吉本興業より当面の間活動を停止する謹慎処分を受ける。反社会的勢力が主催だった認識はなかったが、一定の金銭の受領があったとされている。6月27日、無期限謹慎が発表されたスリムクラブと同じ反社会的勢力が出席する会合への参加が新たに発覚したため、処分がより重い無期限謹慎に変更された。8月9日に謹慎処分が8月19日をもって解除されることが報告され、同日に東京都新宿区の劇場、ルミネtheよしもとの昼公演にて復帰を果たした。
2023年8月7日、ツネがアメリカでスタンダップコメディに挑戦するため、同15日をもって2700を脱退する事を発表。また、これを受けて2700は新メンバーの募集を開始した。

## メンバー

### 現メンバー
八十島（やそしま、1984年〈昭和59年〉3月22日（41歳） - ）
主にツッコミ（漫才ではボケ）・ネタ作り担当、立ち位置は向かって左。
本名および2700改名前の芸名：八十島 弘行（やそしま ひろゆき）。ザ ツネハッチャン時代の芸名は八十島 宏行〈読み同じ〉。
山口県下関市出身。下関市立安岡中学校、下関市立下関商業高等学校卒業。
身長176cm、血液型O型。元警察官の兄がいる。
NSC大阪校26期出身。かつて浜瀬将樹とコンビ『マンマスター』を組んでいた。
マンマスター解散後は1年後輩であるNSC大阪校27期生の元グリーンピースの畑田高志、元かませ犬の尾崎塁とトリオ『ラ・アラビアータ』を組んでいた。兵庫県川西市主催の「アステ川西お笑い王バトル」の第2回大会で優勝している。
実家は、下関市の安岡と唐戸市場で八百屋を営んでいた。
島居俊介（シマッシュレコード）と『ワンラブ』という音楽ユニットを組んでいる。
2009年6月に入籍しており、また子供ができていることを同年9月9日付けの自身のブログにて報告した。
2018年5月ごろから8月初めまで病気療養という名目で休業。復帰と同時にコンビ名を『ザ ツネハッチャン』から現在のものへ戻す。

### 元メンバー
ツネ（1982年〈昭和57年〉10月15日（42歳） - ）
2023年8月7日に脱退を発表。
主にボケ（漫才ではツッコミ）担当、立ち位置は向かって右。
本名：常道 啓史（つねみち ひろし）。ザ  ツネハッチャン時代の芸名は常道 裕史〈読み同じ〉。
大阪府和泉市出身。和泉市立郷荘中学校、大阪府立伯太高等学校卒業。
身長178cm、血液型O型。
NSC大阪校27期出身。2006年10月、同期のたけだバーベキューとコンビ『チャーミングナイス』（のちに『ギャフン』へ改名）を組んで活動していた。M-1グランプリ2007では2回戦進出、『オールザッツ漫才』にも出演したことがある。
過去に総額80万円をかけて目（二重）と歯と鼻の整形手術を受けている。
2012年1月20日に双子の男児が誕生。2児の父となる。
実弟はサク。
父子家庭だった。
井上裕介（NON STYLE）率いるチーム井上軍団の一員。
藤原一裕（ライセンス）の野球チーム「のりのりのりをーズ」の一員。
電撃ネットワークを意識した宴会芸パフォーマンスユニット『BAD×TEN』のリーダー。メンバーは三須友博（元ガリバートンネル）、デッカチャン、ウエスP、赤枝卓（元オバアチャン）、三戸キャップ（THE GREATEST HITS）。
知り合いの紹介で不動産会社へ勤務し、井上らに住居の紹介なども行っていた。しかし先述の不祥事により自主退職した。その後は四谷や渋谷を拠点にキッチンカーで出店している。最近では栃木県や埼玉県などの少し離れた地でもキッチンカーで店を出している。2021年2月7日、梶原雄太（キングコング）のYouTubeチャンネル「カジサックチャンネル」にてチームカジサックに加入し、今ではチーム一の天然キャラになっている。 また、サックしと仲が良い。

## 賞レースでの戦績

### キングオブコント
- 2008年 第1回キングオブコント 決勝8位
- 2011年 第4回キングオブコント 準優勝

### その他
- M-1グランプリ2007 2回戦進出（ツネのみ〈結成前〉）
- オールザッツ漫才2009 準優勝
- オールザッツ漫才2010 優勝
- THE MANZAI2011 認定漫才師（予選サーキットランキング19位でワイルドカード決定戦に出場）
- 歌ネタ王決定戦2013 決勝5位
- 歌ネタ王決定戦2014 準決勝進出
- 歌ネタ王決定戦2015 決勝7位
- R-1ぐらんぷり2015 3回戦進出（ツネのみ）
- M-1グランプリ2015 2回戦進出
- 歌ネタ王決定戦2016 決勝8位
- 歌ネタ王決定戦2017 準決勝進出

## 出演

### テレビ

#### 過去のレギュラー番組
- おはスタ（テレビ東京）
- のりスタ E-ネ!（テレビ東京） - コーナー「はっぴーぽーずちゃれんじ」水曜レギュラー
- ピラメキーノ（テレビ東京）- 準レギュラー
- PON!（日本テレビ、2011年3月31日 - 9月29日）※木曜日レギュラー
- パワー☆プリン（TBSテレビ、2011年10月13日 - 2013年8月30日）
- バカソウル（テレビ東京、2011年10月1日 - 2013年9月28日）
- おはコロアップ（テレビ東京、2012年4月7日 - 2013年1月28日）
- アイドルゾーン20時（TOKYO MX2、2019年4月-6月21日）金曜日MC[20]

### テレビアニメ
- ベルセルク 黄金時代篇　MEMORIAL EDITION（2022年）- 切り込み隊A（八十島）、切り込み隊D（ツネ）

### 劇場アニメ
- ベルセルク 黄金時代篇III 降臨（2012年）- 切り込み隊A（八十島）、切り込み隊D（ツネ）[21]

### 映画
- 牙狼〈GARO〉-GOLDSTORM- 翔（2015年3月28日、東北新社）- チンピラ 役
- 劇場版 仮面ライダーゴースト 100の眼魂とゴースト運命の瞬間（2016年8月6日、東映）- ジェレド / 仮面ライダーダークネクロムR 役（八十島）、ジェビル / 仮面ライダーダークネクロムB 役（ツネ）

### ラジオ
- ハイパーナイト・ハマグリ王（CBCラジオ、2009年7月 - 12月25日）
  - 2009年5月にナガシマリゾートで行われた『お笑い！ハマグリ合戦』で優勝し、7月からパーソナリティを担当。
  - 2009年12月25日をもって、第2回『お笑い！ハマグリ合戦』優勝者 イシバシハザマにバトンタッチ。

### インターネットテレビ
- Wii みんなのニンテンドーチャンネル
  - ここまでやるか!マリオ芸人
  - 「New スーパーマリオブラザーズ Wii」コインバトル日本一決定戦レポーター
- チャンネル北参道(JUMPs)
  - 抜け駆け!!女塾（司会）
- 街録ch〜あなたの人生、教えて下さい〜（YouTube番組）ツネのみ

### CM
- 求人情報サービスan（インテリジェンス）（2012年1月）
- アニマックス「夕方ドカンと四連発!! 新学期編」（アニマックスブロードキャストジャパン）（2012年8月 - ）

## 単独ライブ
- 2010年
  - 1月30日 - 2700 Present's「3200」（ルミネtheよしもと/東京）
  - 9月3日- 「コント喫茶店」（シアターブラッツ/東京）
- 2011年
  - 2月17日 - 「感謝！感謝の2000円」（シアターブラッツ/東京）
  - 7月5日 - 「耳かっぽじってよく眠れ」（ヨシモト∞ホール大阪/大阪）
  - 11月14日 - 2700 BEST ALBUM「SINGLES」（ルミネtheよしもと/東京）※DVD収録
- 2012年
  - 3月22日 - NEW ALBUM「タムタム」（ルミネtheよしもと/東京）
  - 8月11日 - 「〜2700 JAPAN TOUR 2012〜THIS IS 2700」（今池ガスホール/愛知）
  - 8月17日 - 「〜2700 JAPAN TOUR 2012〜THIS IS 2700」（下関市民会館 中ホール/山口）
  - 8月26日 - 「〜2700 JAPAN TOUR 2012〜THIS IS 2700」（テイジンホール/大阪）
  - 9月15日 - 「〜2700 JAPAN TOUR 2012〜THIS IS 2700」（スカラエスパシオ/福岡）
  - 10月7日 - 「〜2700 JAPAN TOUR 2012〜THIS IS 2700」（ターミナルプラザことにPATOS/北海道）
  - 10月8日 - 「〜2700 JAPAN TOUR 2012〜THIS IS 2700」（おでってホール/岩手）
  - 10月21日 - 「〜2700 JAPAN TOUR 2012〜THIS IS 2700」（横浜BAY HALL/神奈川）
- 2013年
  - 1月13日 - 「ラストツネミチ〜ヘ短調〜」（ルミネtheよしもと/東京）※DVD収録
- 2014年
  - 8月17日 - 「とっておきのキンツバ」（北沢タウンホール/東京）
- 2015年
  - 8月18日 - 「原点」（シアターブラッツ/東京）
- 2017年
  - 3月25日 - 「カリフォルニアで出来た10曲」（新宿シアターモリエール/東京）
  - 7月14日 - 「大阪2700」（ZAZA HOUSE/大阪）
- 2018年
  - 10月7日 - 「2700」（ルミネtheよしもと/東京）